# Julian C. Smith
Julian Constable Smith (Elkton, 11 settembre 1885 – 5 novembre 1975) è stato un generale statunitense dello United States Marine Corps, noto per i suoi ruoli di comando durante la seconda guerra mondiale.

## Biografia
Nato a Elkton in Maryland, dopo essersi laureato all'University of Delaware Smith entrò nel Corpo dei Marine nel gennaio 1909 con il grado di secondo tenente iniziando la sua formazione presso il centro di addestramento di Port Royal nella Carolina del Sud (oggi Marine Corps Recruit Depot Parris Island). Promosso primo tenente nel settembre 1912, svolse un periodo di servizio presso le caserme dei marine al Philadelphia Naval Shipyard per poi essere stazionato a Panama dal dicembre 1912 al gennaio 1914; tra l'aprile e il dicembre 1914 invece Smith prese parte agli eventi dell'occupazione statunitense di Veracruz. Dopo il suo ritorno negli Stati Uniti, Smith servì come ufficiale della 1st Marine Brigade a Filadelfia, svolgendo nell'agosto 1915 un periodo di servizio ad Haiti durante il periodo dell'occupazione statunitense della regione; nell'aprile 1916 Smith fu invece nella Repubblica Dominicana con il 2nd Battalion della 1st Marine Brigade, per poi rientrare negli Stati Uniti nel dicembre dello stesso anno.
Promosso capitano nel marzo 1917, Smith svolse un periodo di servizio come istruttore per allievi ufficiali presso la Marine Corps Base Quantico per poi, all'inizio del 1919, assumere il comando di un battaglione di mitraglieri stazionato a Cuba; rientrato negli Stati Uniti nel 1920, Smith alternò il suo ruolo di istruttore a Quantico con incarichi presso il quartier generale dei marine a Washington. Diplomatosi presso la United States Army Command and General Staff College di Fort Leavenworth nel 1928, svolse ancora incarichi presso il quartier generale del Corpo prima di servire operativamente in Nicaragua nell'agosto 1930 per un periodo di tre anni durante l'occupazione statunitense della regione; per le sue azioni in combattimento durante questo periodo di servizio, Smith ottenne l'onorificenza della Navy Cross. Promosso tenente colonnello nel 1933, svolse ancora incarichi vari tra Quantico, Filadelfia e il quartier generale del Corpo per poi assumere, nel giugno 1938, il comando del 5th Marine con il grado di colonnello; promosso generale di brigata alla fine del 1938, Smith fu distaccato presso l'ambasciata statunitense di Londra con la mansione di osservatore navale.
Rientrato negli Stati Uniti nell'agosto 1941, dopo un nuovo periodo a Quantico e l'entrata degli Stati Uniti nella seconda guerra mondiale fu promosso maggior generale nell'ottobre 1942 assumendo il comando della scuola di addestramento alla guerra anfibia della Fleet Marine Force a New River nella Carolina del Nord; il 1º maggio 1943 Smith ottenne infine un comando operativo, quando fu fatto ufficiale comandante della 2nd Marine Division. Smith guidò quindi la sua divisione nel corso della campagna delle isole Gilbert contro i giapponesi nel novembre 1943, durante la quale la 2nd Marine Division fu impegnata nella sanguinosa battaglia di Tarawa; per le sue azioni nella campagna ottenne l'onorificenza della Distinguished Service Medal. Smith continuò a comandare la divisione fino all'aprile 1944 quando, in vista della successiva fase dell'offensiva statunitense nell'oceano Pacifico centrale (la campagna delle isole Marianne e Palau), fu fatto comandante in capo delle truppe anfibie della United States Third Fleet; in questa veste partecipò quindi alla battaglia di Peleliu nel settembre-novembre 1944 ma con responsabilità principalmente di tipo amministrativo e logistico piuttosto che operativo, ottenendo comunque alla fine della battaglia una seconda Distinguished Service Medal.

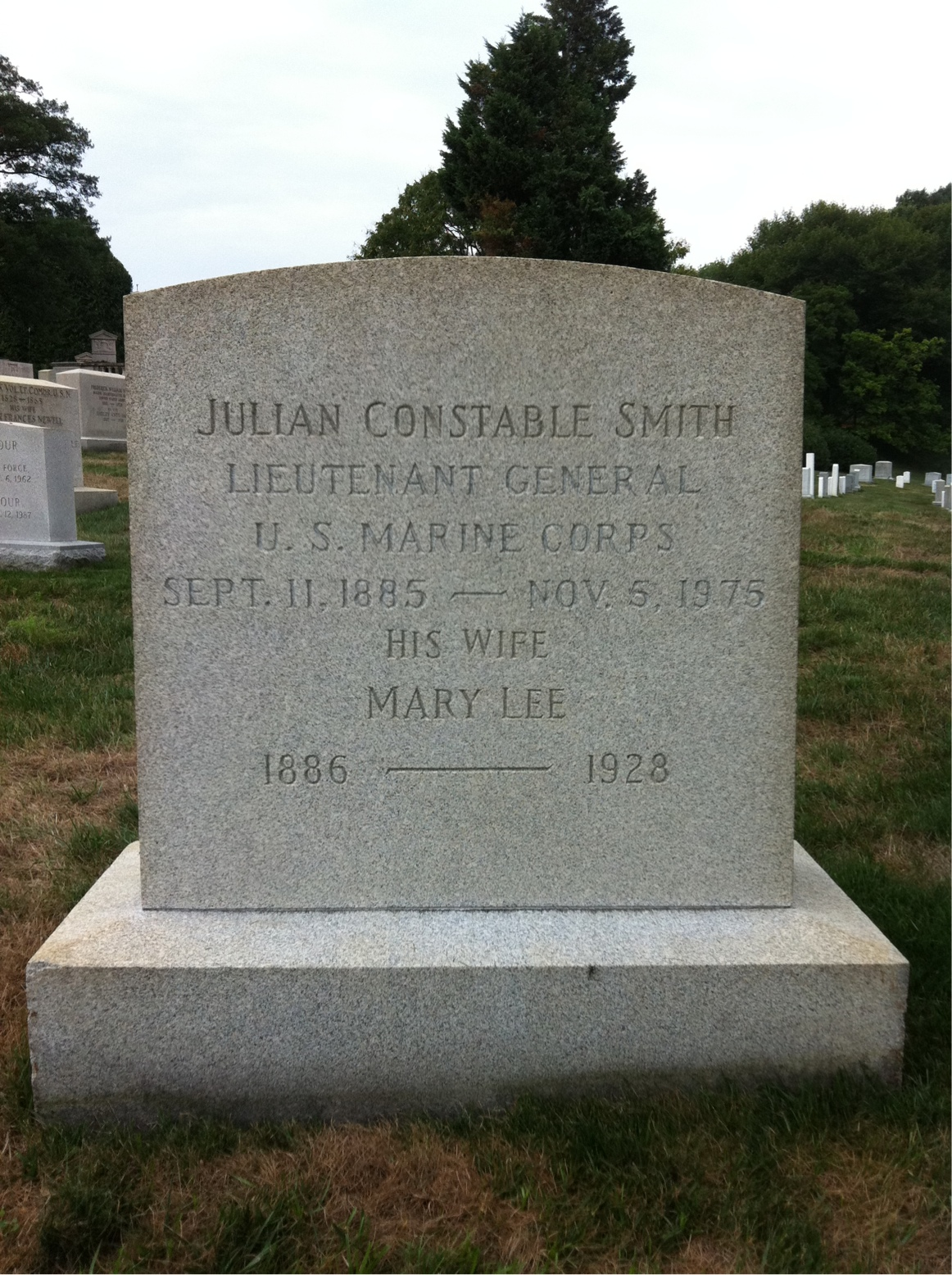
La tomba di Smith nel cimitero nazionale di Arlington

Nel dicembre 1944 Smith fu fatto comandante del Dipartimento del Pacifico a San Francisco, ente responsabile dell'amministrazione e addestramento di tutte le unità dei Marine schierate nella regione dell'oceano Pacifico; dopo la conclusione delle ostilità, nel febbraio 1946 divenne comandante del centro di addestramento di Parris Island fino al dicembre dello stesso anno, quando si ritirò dal servizio con il grado di tenente generale. Dopo la sua morte, avvenuta il 5 novembre 1975, le sue spoglie furono deposte nel Cimitero nazionale di Arlington.